# Fairview (Montana)
Fairview é uma cidade  localizada no estado americano de Montana, no Condado de Richland.

## Demografia
Segundo o censo americano de 2000, a sua população era de 709 habitantes.
Em 2006, foi estimada uma população de 676, um decréscimo de 33 (-4.7%).

## Geografia
De acordo com o United States Census Bureau tem uma área de
2,5 km², dos quais 2,5 km² cobertos por terra e 0,0 km² cobertos por água. Fairview localiza-se a aproximadamente 586 m acima do nível do mar.

## Localidades na vizinhança
O diagrama seguinte representa as localidades num raio de 40 km ao redor de Fairview.